# 张学尹
张学尹（1775年—1851年），字子任、少衡，晚年号听翁，湖南湘阴人（今湖南省汨罗市新市镇），清朝官员。
嘉庆十六年（1811年）进士。父丧后，署归化、莆田县事，补闽清县侯官知县，擢台湾府北路理番同知，代理兴化府知府。后治经讲学三十年，主持宛南、濂溪、石鼓等书院，著有《春秋经义》《周易辑义》等200余卷。